# Selvallavatn
Selvallavatn (äldre namn Svínavatn) är en sjö på Västlandet.  
Sjön Selvallavatn eller Hornsvatn, har i både Eyrbyggja saga och i Landnámabók namnet Svínavatn. Sjön ligger vid Hraunsfjörður där den var gräns för landnamsmannen Auðunn stotis (”stammaren”) ägor. Auðunn är mest känd för att ha fångat bäckahästen med vars hjälp han körde in hela höskörden på en dag, men på kvällen slet sig hästen och dök tillbaka ner i sjön.